# Список об'єктів Світової спадщини ЮНЕСКО в Бахрейні
У списку об'єктів Світової спадщини ЮНЕСКО у Бахрейні налічується 3 найменування (станом на 2023 рік).

## Пояснення до списку
У таблицях нижче об'єкти розташовані у хронологічному порядку їх додавання до списку Світової спадщини ЮНЕСКО.
Кольорами у списку позначено:
На мапах кожному об'єкту відповідає червона позначка ().

## Список
| № | Зображення | Назва | Місцеположення           | Час створення                          | Час внесення до списку                     | №    | Критерії    |
| - | ---------- | --- | ------------------------ | -------------------------------------- | ------------------------------------------ | ---- | ----------- |
| 1 |            | Калат-аль-Бахрейн — стародавній порт і столиця Дільмуну (англ. Qal’at al-Bahrain – Ancient Harbour and Capital of Dilmun) * Основна зона 1 * Основна зона 2 | Бахрейн Північний регіон | XXIII століття до н. е. — XVI століття | 2005 (незначні зміни у 2008 та 2014 роках) | 1192 | ii, iii, iv |
| 2 |            | Перлини, свідчення острівної економіки (англ. Pearling, Testimony of an Island Economy) * Хайр Бу-ль-Тама * Хайр-Бу-Амама * Хайр Штайя * Бу Махір Берег моря * Калят Бу Махір * Будинок Аль-Гуш * Будинок Бадр Гулум * Будинок Аль-Джалахма * Будинок Аль-Алаві * Будинок Фахро * Будинок Мурада * Меджліс Мурада * Крамниці Сіяді * Амарат Юсіф А.'Фахро * Амарат Алі Рашед Фахро (I) * Амарат Алі Рашед Фахро (II) * Будинок Нухідха * Будинок Сіяді * Меджліс Сіяді * Мечеть Сіяді | Бахрейн                  | II—XX століття                         | 2012                                       | 1364 | iii         |
| 3 |            | Кургани Дільмун (англ. Dilmun Burial Mounds) * Поле курганного могильника Мадінат Хамад 1 (Бурі) * Поле курганів Аалі Східний курган * Поле курганів Аалі Західний курган * Царський курган 1 * Царський курган 2 * Царський курган 3 * Царський курган 4 * Царський курган 5 * Царський курган 6 * Царський курган 7 * Царський курган 8 * Царський курган 9 * Царський курган 10 * Пара Царських курганів 11 та 12 * Пара Царських курганів 13 та 14 * Царський курган 15 * Царський курган 16 * Царський курган 17 * Поле курганів Мадінат Хамад 2 (Карзаккан) * Поле курганів Мадінат Хамад 3 (Дар Кулайб) * Джанабія | Бахрейн                  | 2200 — 1750 роки до н. е.              | 2019                                       | 1542 | iii, iv     |